# Deuda financiera
Deuda financiera es la suma de la deuda bancaria y de las emisiones de títulos, a largo y corto plazo, que tenga una empresa. Es la principal medida de apalancamiento de las empresas. Se puede distinguir entre deuda financiera bruta y neta.
La deuda financiera neta se calcula como la suma de las deudas financieras de la compañía, a corto y largo plazo, menos el valor de la caja y el valor de las inversiones financieras a corto plazo.
Las entidades financieras (bancos o cajas de ahorro) ofrecen créditos o préstamos cuyas formas más corrientes son:
Préstamos: modalidad por la cual el prestatario recibe una cantidad de dinero, a devolver en un plazo de tiempo convenido, con un interés determinado. Destaca por encima de resto el préstamo hipotecario. Suele ser a largo plazo, es decir, la devolución del importe, junto con los intereses se realizara en un plazo superior a un año.
Créditos a corto plazo: el crédito suele ser a corto plazo (entre 6 y 12 meses). En él suele fijarse una cantidad límite. Los intereses de la deuda se fijan en función de las cantidades prestadas.
La forma más corriente suele ser la póliza de crédito (persona o mercantil). Otra modalidad de crédito en el descuento comercial.

## Términos relacionados
- Microcréditos consiste en pequeños préstamos, con un interés muy reducido. Van dirigidos a personas que quieren desarrollar un pequeño negocio y no cuentan con avales o garantías para acceder a la financiación tradicional

- Leasing: también conocido como arrendamiento financiero. Consiste en el arrendamiento de materiales y equipamientos para la práctica de una actividad.

Al final del periodo pactado, el arrendatario puede adquirir el bien objeto del leasing por su valor residual.
- Renting: una sociedad cede mediante contrato arrendatario el uso de un bien durante un periodo de tiempo. A diferencia de leasing, en la renta se incluye, además del  bien, el mantenimiento, un seguro por siniestros.

- Otras fuentes: existen otras fuentes de financiación que provienen de organismos públicos, tales como subvenciones, créditos subvencionados etc.